# Detroit Tigers
Detroit Tigers är en professionell basebollklubb i Detroit i Michigan i USA som spelar i American League, en av de två ligorna i Major League Baseball (MLB). Klubbens hemmaarena är Comerica Park.

## Historia
Klubben grundades 1894, men spelade då i en minor league som hette Western League. Ligan bytte 1900 namn till American League och året efter förklarade sig American League vara en major league, och utmanade därigenom National League på allvar.
En av de bästa basebollspelarna i början av 1900-talet var Ty Cobb. Han spelade 1905–1926 för Detroit, varav 1921–1926 som spelande tränare.
Tigers har vunnit World Series fyra gånger, 1935, 1945, 1968 och 1984. Klubben vann American League 2006 för första gången på 22 år och upprepade bedriften 2012. Sammanlagt har man vunnit American League elva gånger.

## Hemmaarena
Hemmaarena är Comerica Park, invigd 2000. Tidigare spelade man bland annat i Bennett Park (1896–1911) och i Tiger Stadium (1912–1999).

## Spelartrupp

### Aktiva
| Nr | Land                    | Pos | Namn              |
| -- | ----------------------- | --- | ----------------- |
| 19 | USA                     | P   | Will Vest         |
| 25 | USA                     | P   | Matt Manning      |
| 37 | USA                     | P   | Andrew Chafin     |
| 40 | USA                     | P   | Drew Hutchison    |
| 44 | USA                     | P   | Daniel Norris     |
| 50 | USA                     | P   | Garrett Hill      |
| 55 | USA                     | P   | Alex Lange        |
| 57 | Venezuela               | P   | Eduardo Rodríguez |
| 65 | Dominikanska republiken | P   | Gregory Soto      |
| 67 | Dominikanska republiken | P   | José Cisnero      |
| 68 | USA                     | P   | Jason Foley       |
| 70 | USA                     | P   | Tyler Alexander   |
| 77 | Puerto Rico             | P   | Joe Jiménez       |

| Nr | Land        | Pos | Namn              |
| -- | ----------- | --- | ----------------- |
| 13 | USA         | C   | Eric Haase        |
| 15 | USA         | C   | Tucker Barnhart   |
| 28 | Puerto Rico | INF | Javier Báez       |
| 30 | Venezuela   | INF | Harold Castro     |
| 46 | USA         | INF | Jeimer Candelario |
| 59 | USA         | INF | Zack Short        |
| 9  | Puerto Rico | OF  | Willi Castro      |
| 21 | USA         | OF  | Kody Clemens      |
| 22 | Venezuela   | OF  | Víctor Reyes      |
| 31 | USA         | OF  | Riley Greene      |
| 48 | USA         | OF  | Kerry Carpenter   |
| 60 | USA         | OF  | Akil Baddoo       |
| 24 | Venezuela   | DH  | Miguel Cabrera    |

### Skadade
| Nr | Land                    | Pos | Namn            |
| -- | ----------------------- | --- | --------------- |
| 12 | USA                     | P   | Casey Mize      |
| 29 | USA                     | P   | Tarik Skubal    |
| 36 | USA                     | P   | Kyle Funkhouser |
| 38 | Dominikanska republiken | P   | Michael Pineda  |
| 51 | Dominikanska republiken | P   | Rony García     |

| Nr | Land          | Pos | Namn             |
| -- | ------------- | --- | ---------------- |
| 56 | USA           | P   | Spencer Turnbull |
| 63 | USA           | P   | Beau Brieske     |
| 34 | USA           | C   | Jake Rogers      |
| 7  | Nederländerna | INF | Jonathan Schoop  |
| 17 | USA           | OF  | Austin Meadows   |

## Övrigt
Klubbens tidigare ägare Mike Ilitch ägde även ishockeyklubben Detroit Red Wings i National Hockey League (NHL). Ilitch gick bort i februari 2017.
I TV-serien Magnum bar huvudpersonen ofta en Detroit Tigers keps. Den spelades av Tom Selleck, som föreslog kepsen eftersom han själv var född i Detroit och flyttat till södra Kalifornein som liten. När TV-serien lades ned donerades en keps till USA:s nationalmuseum Smithsonian Institute.

## Fotogalleri

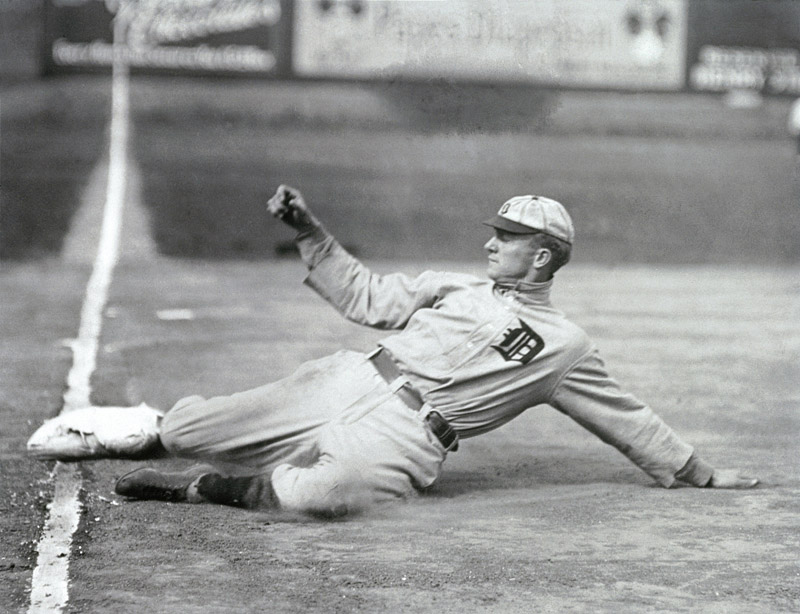
Ty Cobb.
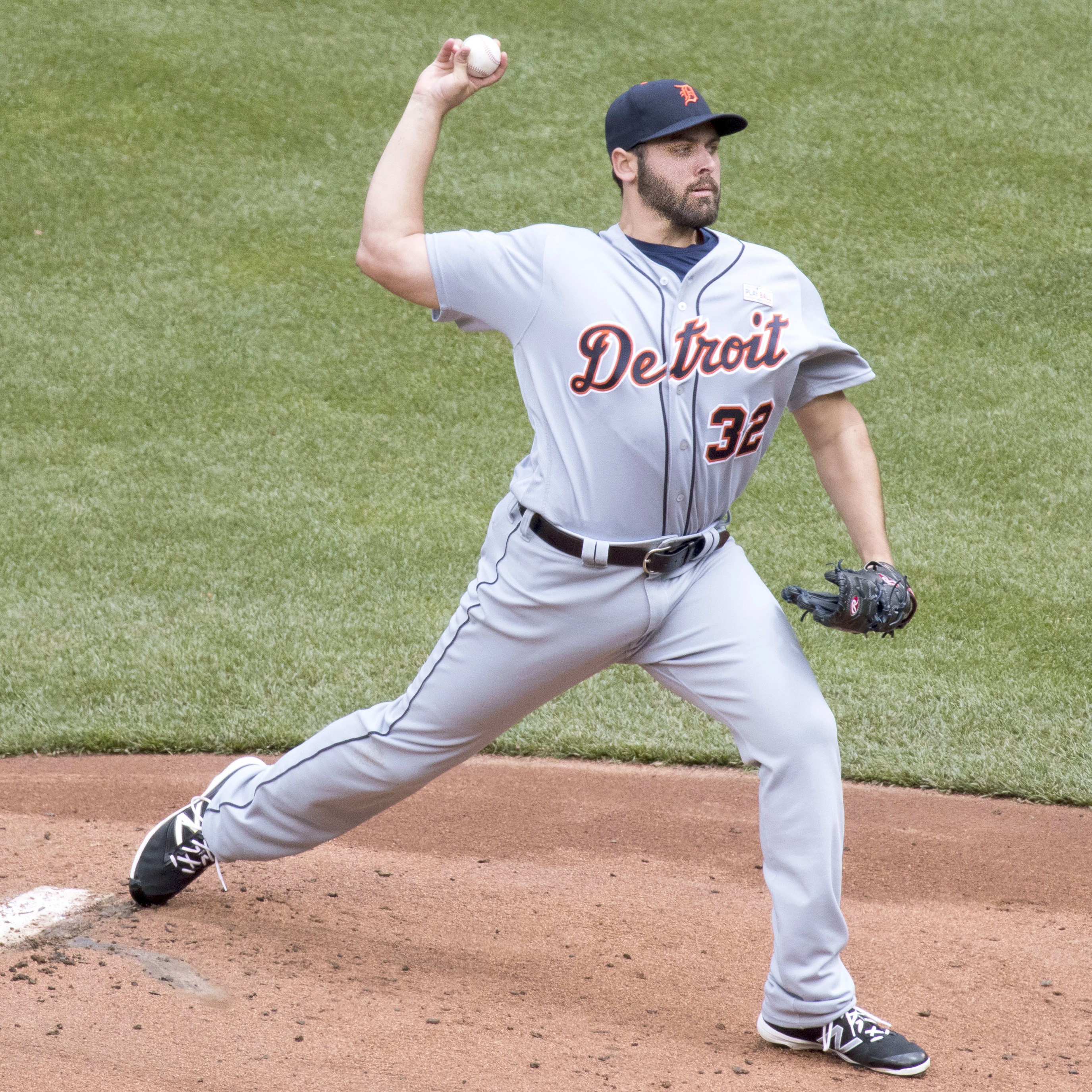
Michael Fulmer.
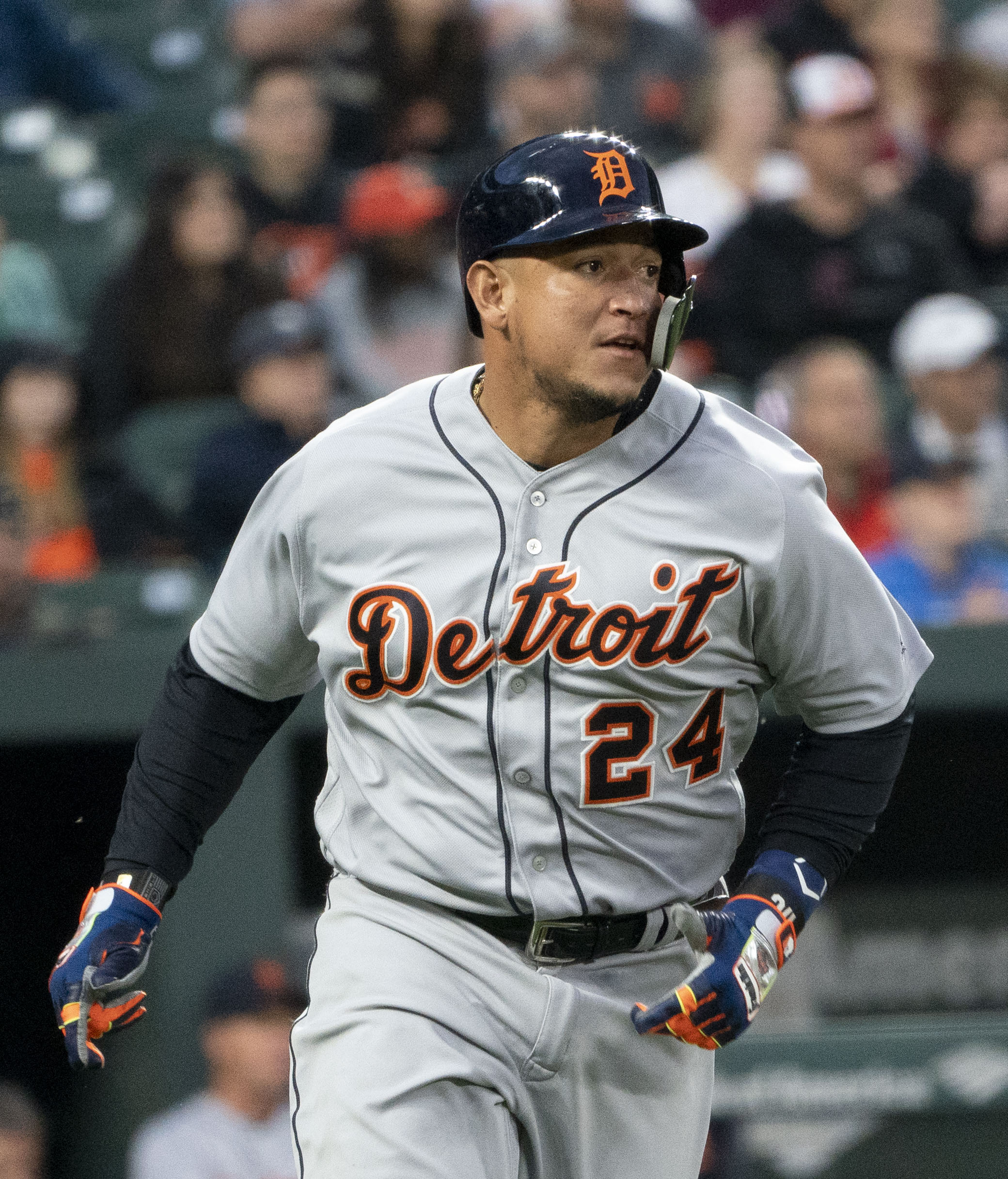
Miguel Cabrera.